# Brachinus capnicus
Brachinus capnicus är en skalbaggsart som beskrevs av Terry Erwin. Brachinus capnicus ingår i släktet Brachinus och familjen jordlöpare. Inga underarter finns listade i Catalogue of Life.